# Rhönadler (1932)
Der Rhönadler ist ein einsitziges Segelflugzeug des Konstrukteurs Hans Jacobs aus dem Jahr 1932. Als erstes Leistungssegelflugzeug wurde es bei Alexander Schleicher Segelflugzeugbau in Poppenhausen in Serie gebaut und war eines der meistgeflogenen Wettbewerbsflugzeuge der 1930er Jahre.
Das Leistungssegelflugzeug Rhönadler von 1932 ist nicht zu verwechseln mit dem 1929 von Alexander Lippisch gebauten Doppelsitzer gleichen Namens. Das ab 1957 gebaute Schulflugzeug Schleicher K 7 trug ebenfalls den Beinamen Rhönadler.

## Geschichte
Neben seiner Tätigkeit für die Rhön-Rossitten-Gesellschaft entwarf Hans Jacobs bereits seit 1929 Übungsflugzeuge für die Firma Alexander Schleicher Flugzeugbau. Die Verbreitung des Segelflugsports im In- und Ausland schuf Anfang der 1930er Jahre einen stetig wachsenden Markt für Übungs- und Leistungssegelflugzeuge. Alexander Schleicher beauftragte Jacobs mit dem Entwurf eines Leistungssegelflugzeugs mit gutmütigen Flugeigenschaften, welches sich zudem für den Serienbau eignete. Die beim Bau des Hochleistungsseglers Fafnir gewonnenen Erfahrungen flossen in den Bau des ersten Prototypen des später als Rhönadler bezeichnete Flugzeuges ein.
Trotz geringen Erfolgs beim Rhönwettbewerb 1932 gewann Jacobs’ Entwurf einen Konstruktionspreis und weckte das Interesse zahlreicher Piloten. In den Folgejahren entwickelte sich der Rhönadler zu einem beliebten Wettbewerbsflugzeug. Die Firma Schleicher verkaufte sowohl fertige Maschinen als auch Baupläne, sodass zahlreiche Exemplare im Eigenbau bei Fliegergruppen entstanden.
Das Amphibien-Segelflugzeug DFS Seeadler wurde aus dem Rhönadler entwickelt.
Der britische Flugzeugbauer Slingsby baute 1938 auf Basis des Rhönadlers den Leistungssegler Slingsby Type 13 Petrel.

## Konstruktion
Der Prototyp des Rhönadlers war ein freitragender Schulterdecker mit zweigeteiltem Trapezflügel unter Verwendung der Tragflächenprofile Gö 652, Gö 533 und Clark Y. Der mit Sperrholz beplankte Rumpf wies deutliche Parallelen zum 1930 entworfenen Fafnir auf und das Kreuzleitwerk war mit einem Pendelruder ausgestattet. Die geschlossene Verkleidung des Führersitzes wurde bereits nach kurzer Zeit durch eine Haube mit Zellonglasfenstern ersetzt, die auch für die späteren Serienflugzeuge verwendet wurde.
Die Konstruktion wurde stetig überarbeitet, sodass die ersten Serienflugzeuge unter der Bezeichnung Rhönadler 32 mit modifizierten Seitenleitwerken und einer um 60 cm auf 17,40 m reduzierten Spannweite gebaut wurden. Der Rhönadler 35 war eine nochmals veränderte Version mit abermals vergrößerter Seitenruderflosse und komplett verglaster Haube.

## Erfolge
Bis zum Ende der 1930er Jahre war der Rhönadler eines der meistgeflogenen Leistungssegelflugzeuge auf Wettbewerben. Ludwig Hofmann gelang beim Rhönwettbewerb 1934 der Gesamtsieg auf einem Rhönadler. Im Folgejahr gelang dem Piloten Ernst Steinhoff zusammen mit drei weiteren Piloten (die jedoch andere Flugzeugmuster flogen) ein 504 km weiter Zielflug von der Wasserkuppe ins tschechoslowakische Brünn. Dieser Weltrekord wurde dem beteiligten Piloten Rudolf Oeltzschner allein zugesprochen, der am Folgetag ums Leben kam.

## Technische Daten
| Kenngröße              | Daten       |
| ---------------------- | ----------- |
| Besatzung              | 1           |
| Länge                  | 7,20 m      |
| Spannweite             | 17,40 m     |
| Flügelfläche           | 18,00 m²    |
| Flächenbelastung       | 13,60 kg/m² |
| Gleitzahl              | 20          |
| Leermasse              | 170 kg      |
| max. Startmasse        | 250 kg      |
| Mindestgeschwindigkeit | 50 km/h     |
| Höchstgeschwindigkeit  | 130 km/h    |

## Erhaltene Exemplare
Obwohl einige Exemplare den Krieg zunächst unbeschadet überstanden, ist heute kein originaler Rhönadler mehr erhalten. Das im Deutschen Segelflugmuseum mit Modellflug auf der Wasserkuppe ausgestellte Flugzeug ist ein von 1983 bis 1986 nach originalen Zeichnungen erstellter Nachbau.